# Teorema de Pohlke
El teorema de Pohlke constituye el principio fundamental de la perspectiva axonométrica. Fue establecido en 1853 por el pintor y maestro de geometría descriptiva alemán Karl Wilhelm Pohlke  (1810-1876). La primera prueba del teorema fue publicada en 1864 por el matemático alemán Hermann Amandus Schwarz, quien fue alumno de Pohlke. Por lo tanto, el teorema a veces se denomina también teorema de Pohlke y Schwarz.

## Teorema

Teorema de Pohlke

- Tres segmentos de recta arbitrarios {\displaystyle {\overline {O}}{\overline {U}},{\overline {O}}{\overline {V}},{\overline {O}}{\overline {W}}} en un plano con origen común en el punto {\displaystyle {\overline {O}}}, que no estén contenidos en la misma recta, pueden considerarse como la proyección paralela de tres aristas {\displaystyle OU,OV,OW} de un cubo.

Para establecer la correspondencia con un cubo de arista unidad, se tiene que aplicar una escala adicional, ya sea en el espacio o en el plano. Debido a que una proyección paralela y una escala preservan las proporciones, se puede asignar un punto arbitrario {\displaystyle P=(x,y,z)} mediante el procedimiento axonométrico descrito más adelante.
El teorema de Pohlke se puede expresar en términos de álgebra lineal como:
- Cualquier transformación afín del espacio tridimensional en un plano puede considerarse como la composición de un semejanza y una proyección paralela.[1]

## Aplicación a la axonometría

Principio de la proyección axonométrica

El teorema de Pohlke es la justificación del siguiente simple procedimiento para construir una proyección paralela escalada de un objeto tridimensional, utilizando sus coordenadas:
1. Elijánse las proyecciones de los ejes de coordenadas, no contenidas en una misma recta.
2. Elegir para los ejes de coordenadas los acortamientos que se quiera {\displaystyle v_{x},v_{y},v_{z}>0}
3. La imagen {\displaystyle {\overline {P}}} de un punto {\displaystyle P=(x,y,z)} está determinada por los tres pasos siguientes, comenzando en el punto {\displaystyle {\overline {O}}}:

- Avanzar {\displaystyle (v_{x}\cdot x)} en dirección {\displaystyle {\overline {x}}}
- Avanzar {\displaystyle (v_{y}\cdot y)} en dirección {\displaystyle {\overline {y}}}
- Avanzar {\displaystyle (v_{z}\cdot z)} en dirección {\displaystyle {\overline {z}}}

4. Marcar el punto como {\displaystyle {\overline {P}}}.
Para obtener imágenes sin distorsión, se tienen que elegir coordinadamente los ángulos entre las proyecciones de los tres ejes y los respectivos acortamientos (véase perspectiva axonométrica). Para obtener una proyección ortogonal, solo las imágenes de los ejes son libres y se determinan los acortamientos (véase axonometría ortogonal).

## Observaciones sobre la demostración de Schwarz
Schwarz formuló y demostró la afirmación más general siguiente:
- Los vértices de cualquier cuadrilátero se pueden considerar como una proyección paralela oblicua de los vértices de un tetraedro que es semejante a un tetraedro dado,[4] para lo que utilizó un teorema de L’Huilier:
- Cada triángulo puede considerarse como la proyección ortográfica de otro triángulo de una forma dada.